# Mokhtar Benmoussa
Mokhtar Benmoussa est un footballeur international algérien, né le 11 août 1986 à Tlemcen. Il évolue au poste d'ailier gauche ou d'arrière gauche.
Il compte sept sélections en équipe nationale de 2012 à 2018, son dernier match en équipe nationale était le match contre le Portugal perdu 3-0, il joue l’intégralité de la rencontre.

## Biographie
Mokhtar Benmoussa commence sa carrière avec le club du WA Tlemcen. Il part jouer en 2006 au Paradou AC avant de revenir dans son club formateur l'année suivante. En 2010, il rejoint le club de l'ES Sétif avec qui il remporte le championnat et la coupe d'Algérie en 2012. Le 16 juin 2012, il signe à l'USM Alger pour deux saisons.
Le 1er mai 2013, il marque le seul but du match d'un superbe coup franc en finale de la coupe d'Algérie offrant le titre à l'USM Alger pour la huitième fois de son histoire.
Il est sélectionné pour la première fois en équipe d'Algérie le 26 mai 2012, lors d'un match amical face au Niger.

## Statistiques
| Saison                | Club                  | Championnat           | Championnat | Championnat | Coupe(s) nationale(s) | Coupe(s) nationale(s) | Supercoupe | Supercoupe | Compétition(s) continentale(s) | Compétition(s) continentale(s) | Compétition(s) continentale(s) | Autres compétitions | Autres compétitions | Autres compétitions | Total | Total |
| Saison                | Club                  | Division              | M.          | B.          | M.                    | B.                    | M.         | B.         | Comp.                          | M.                             | B.                             | Comp.               | M.                  | B.                  | M.    | B.    |
| 2004-2005             | WA Tlemcen            | 1                     | 2           | 0           | 0                     | 0                     | -          | -          | -                              | -                              | -                              | -                   | -                   | -                   | 2     | 0     |
| 2005-2006             | WA Tlemcen            | 1                     | 29          | 7           | 4                     | 2                     | -          | -          | -                              | -                              | -                              | -                   | -                   | -                   | 33    | 9     |
| 2006-2007             | Paradou AC            | 1                     | 21          | 2           | 0                     | 0                     | -          | -          | -                              | -                              | -                              | -                   | -                   | -                   | 21    | 2     |
| 2007-2008             | WA Tlemcen            | 1                     | 26          | 8           | 6                     | 5                     | -          | -          | -                              | -                              | -                              | -                   | -                   | -                   | 32    | 13    |
| 2008-2009             | WA Tlemcen            | 2                     | 28          | 9           | 2                     | 1                     | -          | -          | -                              | -                              | -                              | -                   | -                   | -                   | 30    | 10    |
| 2009-2010             | WA Tlemcen            | 1                     | 31          | 11          | 2                     | 1                     | -          | -          | -                              | -                              | -                              | -                   | -                   | -                   | 33    | 12    |
| 2010-2011             | ES Sétif              | 1                     | 24          | 1           | 1                     | 0                     | -          | -          | C1+C1+C3                       | 2+2+2                          | 0+0+0                          | UNAF                | 2                   | 0                   | 33    | 1     |
| 2011-2012             | ES Sétif              | 1                     | 26          | 8           | 6                     | 5                     | -          | -          | C3                             | 2                              | 1                              | -                   | -                   | -                   | 34    | 14    |
| 2012-2013             | USM Alger             | 1                     | 26          | 2           | 5                     | 1                     | -          | -          | C3                             | 2                              | 0                              | UAFA                | 7                   | 1                   | 40    | 4     |
| 2013-2014             | USM Alger             | 1                     | 24          | 0           | 2                     | 0                     | 1          | 0          | -                              | -                              | -                              | -                   | -                   | -                   | 27    | 0     |
| 2014-2015             | USM Alger             | 1                     | 23          | 2           | 3                     | 0                     | 1          | 0          | C1                             | 6                              | 1                              | -                   | -                   | -                   | 33    | 3     |
| 2015-2016             | USM Alger             | 1                     | 25          | 3           | 0                     | 0                     | -          | -          | C1                             | 8                              | 0                              | -                   | -                   | -                   | 33    | 3     |
| 2016-2017             | USM Alger             | 1                     | 28          | 1           | 3                     | 0                     | 1          | 0          | C1                             | 8                              | 0                              | -                   | -                   | -                   | 40    | 1     |
| 2017-2018             | USM Alger             | 1                     | 24          | 3           | 2                     | 0                     | -          | -          | C1+C3                          | 4+6                            | 0+0                            | -                   | -                   | -                   | 36    | 3     |
| 2018-2019             | USM Alger             | 1                     | 19          | 2           | 1                     | 0                     | -          | -          | C3                             | 3                              | 0                              | CAC                 | 1                   | 0                   | 24    | 2     |
| Total sur la carrière | Total sur la carrière | Total sur la carrière | 356         | 59          | 37                    | 15                    | 3          | 0          | -                              | 45                             | 2                              | -                   | 10                  | 1                   | 451   | 77    |

### Matchs internationaux
La liste ci-dessous dénombre toutes les rencontres de l'Équipe d'Algérie de football auxquelles Mokhtar Benmoussa prend part, du 26 mai 2012 jusqu'à présent.

## Palmarès
- Champion d'Algérie en 2012 avec l'ES Sétif
- Vainqueur de la Coupe d'Algérie en 2012 avec l'ES Sétif
- Champion d'Algérie en 2014 et 2016 avec l'USM Alger
- Vainqueur de la Coupe d'Algérie en 2013 avec l'USM Alger
- Vainqueur de la Supercoupe d'Algérie en 2013 et 2016 avec l'USM Alger
- Vainqueur de la Coupe de l'UAFA en 2013 avec l'USM Alger